# Mid Murray
Mid Murray är en kommun i Australien. Den ligger i delstaten South Australia, omkring 94 kilometer nordost om delstatshuvudstaden Adelaide. Antalet invånare är 8 281.
Följande samhällen finns i Mid Murray:
- Mannum
- Morgan
- Truro
- Cambrai
- Tungkillo
- Palmer
- Keyneton
- Caloote
- Cowirra
- Swan Reach
- Blanchetown
- Walker Flat
- Nildottie
- Wongulla

Omgivningarna runt Mid Murray är i huvudsak ett öppet busklandskap. Trakten runt Mid Murray är nära nog obefolkad, med mindre än två invånare per kvadratkilometer. Genomsnittlig årsnederbörd är 368 millimeter. Den regnigaste månaden är februari, med i genomsnitt 70 mm nederbörd, och den torraste är december, med 8 mm nederbörd.